# Soga no Iruka

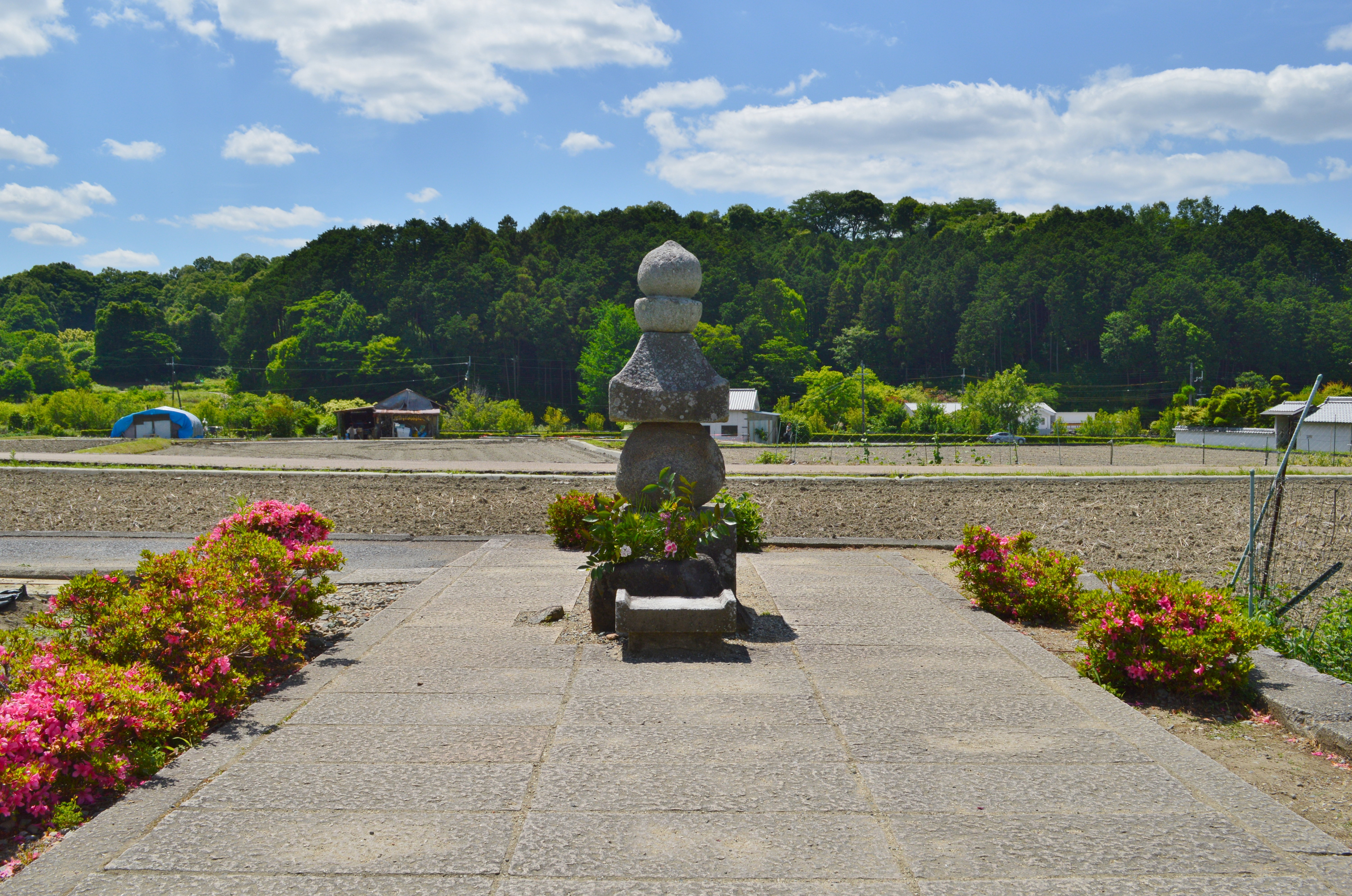
Überreste von Sogas Anwesen

Soga no Iruka (japanisch 蘇我 入鹿; gestorben 10. Juli 645) war ein Staatsmann in der Yamato-Zeit von Japan.

## Leben und Wirken
Iruka war Sohn von Soga no Emishi (587–645). Er wurde unter anderem auch Soga no Kuratsukuri (蘇我 鞍作), Soga no Omi (蘇我 林臣), Soga Tarō (蘇我 太郎) oder Soga Rintarō (蘇我 林太郎) genannt. Manche schreiben Iruka als (入霞). Als Kaiser Kōgyoku zu Beginn des Jahres 642 den Thron bestieg, hatte die Macht von Iruka die seines Vaters bereits übertroffen. Er war in der Lage, die nationale Politik zu kontrollieren, wie im Nihon Shoki vermerkt ist.
Der Fujiwara-Familienbiografie (藤原家伝) zufolge besuchte Iruka die Schule von Min (旻), der aus der Tang-Dynastie zurückgekehrt war, und wurde von Min als erstklassige Person bewertet. Im Oktober 643 erhielt Iruka von seinem Vater Emishi eine lila Krone und den Rang eines Ministers. Unmittelbar danach planten Iruka und andere, Prinz Ōeyamashiro (大兄山背皇子) und seine Familie, die den Thron erobern wollten, zu stürzen. Dies lag daran, dass sich der Konflikt um die Inthronisierung von Kaiser Jomei hinzog und die Inthronisierung von Prinz Oeyamashiro auch nach dem Tod von Kaiser Jomei nicht zustande kam.  Oeyamashiro und seine Anhänger waren unzufrieden waren, und widersetzten sich der Politik von Minister Soga und anderen auf verschiedene Weise. Infolgedessen stellten Iruka, Prinz Karu (軽皇子), der spätere Kaiser Kotoku, Kose no Omitokoda (巨勢臣徳太), Ōtomo no Muraji-Umakai (大伴連馬飼), Haji no Murajisaba (土師連娑姿) und andere eine Armee auf und überfielen Prinz Ōeyamashiro und seine Familie im Ikaruga-Palast und vernichtete sie.
Als sein Vater Emishi davon erfuhr, soll er wütend geworden sein und geklagt haben. Nach dem Vorfall wurde Prinz Furuhito Ōeno miko (古人大兄皇子; gestorben 645) zum Nachfolger ernannt. Aber danach nahm die Abneigung gegen die Soga-Hauptfamilie rapide zu, und ab dem Frühjahr 645, als geplant war, die Hauptstadt nach Naniwa zu verlegen, plante man die Hauptfamilie auszurotten, was auch heimlich durchgeführt wurde. Als Reaktion darauf traf Iruka ebenfalls Vorbereitungen, indem er die Festungsanlagen in Amakashi-no-oka (甘檮岡) errichteten. Am 12. Juni 645 traf sich Iruka bei Beratungen im Asuka Itabuki-Schrein (飛鳥板蓋宮) bezüglich eines Einmarsches in Korea mit Nakatomi no Kamako (中臣 鎌子; Lebensdaten unbekannt). Iruka wurde von Prinz Nakano-ōe (中大兄皇子), dem späteren Kaiser Tenji, Saeki no Murajikomaro (佐伯連子麻呂; gestorben 666) und anderen, die dagegen planten, ermordet. Emishi beging daraufhin Suizid, womit der Hauptzweig des Soga-Klans ausstarb. Damit wurde der Weg frei für die Taika-Reformen.
Am 13. November 2005 wurden die Überreste des Anwesens von Soga no Iruka in Asuka entdeckt.